# Мародёры (Абвер)
«Мародёры» — кодовое название агентурной сети германской военной разведки Абвер в Афганистане в период Второй мировой войны. Шифр «Мародёры» использовался в переписке советской внешней разведки. Сеть вела разведывательную и диверсионную деятельность в интересах Абвера и разведок стран «Оси» против Союзных держав на территории нейтрального Афганистана
Деятельности «мародёров» противодействовала советская резидентура в Кабуле под руководством Михаила Аллахвердова, на отдельных этапах объединявшая свои усилия с английской разведкой в Афганистане и Индии.

## События в регионе
Третий рейх во владении Индией видел главную стратегическую цель.

— 17 февраля 1941 года, начальник генерального штаба Вермахта Франц Гальдер поручил приступить к планированию операции по захвату Индии. В то же время Адольф Гитлер приказал начать подготовку военной операции по захвату Афганистана.

— К апрелю 1941 года завершили предварительную разработку плана операции под кодовым названием «Аманулла». В докладе Гитлеру, Генеральный штаб Вермахта доложил о необходимости отвлечения для реализации этой цели: 17 дивизий: шесть горнострелковых, четыре пехотных, четыре моторизованных, а также три подвижных соединения вермахта.

— По утверждению германского историка Андреаса Хильгрубера, специалиста по военной, политической и дипломатической истории Германии 1871—1945 годов, в ходе успешного развития плана Барбаросса, к осени 1941 года планировалось формирование базы для начала операции в Афганистане. Её территория должна была служить плацдармом для нападения на Индию, чтобы нанести ущерб стратегическим интересам Англии.

— Расчёт германского командования строился на том, что с подходом её войск к английским владениям в Индии это спровоцирует вспышку пуштунских восстаний в зоне племён. Для решения данных задач на территории Греции было сформировано ударное спецподразделение вермахта — «Соединение Ф», адаптированное к региону с жарким климатом.

— К вышеупомянутым 17 дивизиям планировалось присоединение «туркестанской дивизии», скомплектованной из членов басмаческих формирований Средней Азии, базирующихся в северном Афганистане. К работе в подразделениях по идейной устойчивости, готовились «войсковые муллы». По плану операции 4000 (четырём тысячам) десантникам предстояло захватить столицу Кабул и сместить от власти короля Захир-шаха, заменив на Амануллу-хана, бывшего Эмира Афганистана, находящегося в эмиграции в Риме.

## Советская резидентура
В годы Великой Отечественной войны Кабульскую резидентуру представляли пять человек. Агентурная сеть состояла из 15 агентов, семеро из которых считались особо ценными. Национальный состав агентуры состоял из семи афганцев — таджиков и узбеков, двух индийцев, двух поляков, одного француза, одного швейцарца, двух русских. Против «мародёров» Абвера работали три агента; два агента — по иностранным колониям в Кабуле; четверо по басмаческим формированиям и общине среднеазиатской эмиграции; шестеро в кругу афганского руководства.

## Германская резидентура
Большое значение Абвер уделял построению работы агентуры, в особенности агентов влияния, в верхнем афганском истеблишменте, а также в среде курбаши среднеазиатского басмачества, базирующихся в северном Афганистане.

— Абвер создал в Афганистане большую по численности разветвленную агентурную сеть, куда входило в том числе и главное военное начальство Афганистана: военный министр Шах Махмуд-хан, начальник генерального штаба Мустафа-хан, командир центрального армейского корпуса Дауд-хан, командир кавалерийской бригады Султан Ахмед-хан, начальник управления военной разведки Мухаммед Анвар-хан, другие военачальники и целый ряд членов афганского правительства, придворные королевского двора Захир-шаха.

— Численность германских специалистов работающих в Афганистане, по сравнению с другими европейскими странами, перед началом войны, была самой высокой — свыше 300 человек. В подавляющем числе афганских министерств работали германские советники, в афганской армии служили военные инструкторы Вермахта, в афганской полиции, были германские полицейские советники.

Подписанием с Афганистаном торгового соглашения в 1939 году, за Германией было закреплено монопольное право на формирование списков специалистов для направление на объекты промышленности и строительства.
— В 1938 году афганскому Правительству, Фашистская Германия предоставили беспроцентный кредит на закупку у неё вооружения и боеприпасов.

Германский корпус в Афганистане был привилегирован, немцы, будь они дипломаты, военные специалисты или служащие министерств — были единственными, кто из иностранцев мог носить огнестрельное оружие.

— В отличие от других иностранных граждан, немцы могли поддерживать отношения с местным населением. За общение с другими иностранцами афганцы преследовались по закону.

Германские сотрудники активно практиковали подкуп афганских чиновников и местное население, объясняя, это «заботой фюрера, борющегося с исконными врагами ислама — Англией и Россией».

Одним из центров немецкого влияния являлся Кабульский лицей «Неджат». Преподавание дисциплин в нём осуществлялось на немецком языке. «Учащимся бесплатно раздавали учебники и тетради, на обложках которых был портрет Гитлера и лозунг: „Германия победит весь мир!“».

— В июле 1941 года Германский посол в Кабуле Пильгер, по приказу Риббентропа обратился к королю Захир-шаху с предложением о сотрудничестве с Германией, нарушающее политику нейтралитета страны, на что Захир-шах высказал отказ.

— По утверждению посла Германии в Кабуле Пильгера: 

«Первое время афганское правительство четко придерживалось нейтралитета, но ввиду военных успехов немецкой армии в Европе оно стало к нам относиться наиболее благожелательно и по ряду вопросов разделяло точку зрения захватнической политики германского правительства, желало победы германской армии»— Пильгер, посол Германии в Кабуле
— Также, по его свидетельству, премьер афганского Правительства Хашим-хан, его заместитель Наим-хан доброжелательно относились к Третьему рейху и непосредственно к немецкой политической миссии. В ходе ожесточенных боев в Сталинградской битве, германского посла пригласили к заместителю Премьер-министра Наим-хану, сообщившему, что Правительство Афганистана «всецело разделяет политику Германии и выражает готовность оказать германскому правительству помощь в виде вооруженной силы».

Берлин, тем не менее, с настороженностью относился к афганской власти, считая короля Захир-шаха зависящим от Англии, и исходя из соображений надёжного исхода операции вторжения в Афганистан, планировал привести к власти управляемого Правителя, того же Амануллу-хана.

## Тройной агент «Ром» он же «Рахим-хан»
Важнейшая роль в агентуре кабульской советской резидентуры принадлежала молодому индийцу (лахорцу) с псевдонимом «Ром», происходящему из богатой семьи и получившим прекрасное образование. «Ром» помогал советской разведке на безвозмездной основе. Он идеализировал Великую Октябрьскую революцию в России и грезил мечтой о Независимой Индии. Из-за своих левых взглядов, он был объявлен англичанами в розыск и вынужден был скрываться.

— «Ром» имел большую агентурную сеть, как самом Кабуле, так и в ряде приграничных с Индией, провинциях Афганистана, а также в зоне пуштунских племён, где пользовался большим уважением и материальной поддержкой. Надо отметить, что пуштунские племена, открыто враждовали с Англией.

Одновременно, советской агентурой «Ром» был введён в сотрудничество с Абвером. Он быстро завоевал авторитет германских резидентов Расмуса, Витцеля, Виллерта и германского посла Пильгера
Абвер дал «Рому» агентский псевдоним «Рахмат-хан».

По свидетельству шифровальщика немецкой резидентуры в Кабуле Цугенбюллера:

Германские разведывательные органы и правительство считали, что основным в работе немецкой разведки в Афганистане является углубление работы с Рахмат-ханом… Перед Рахмат-ханом ставилась задача освещения внутриполитического положения в Индии, сбор шпионских сведений о военных усилиях англичан и ведение с помощью подпольных организаций подрывной работы против них в Индии. Для этих целей Рахмат-хану нами выдавались крупные суммы денег и были переданы две радиостанции. Материалы, передаваемые нам Рахмат-ханом, получали очень высокую оценку в Берлине— Цугенбюллер (шифровальщик немецкой резидентуры в Кабуле)
В период до 1943 года Рахмат-хан, выполняя поручения немцев, регулярно посещал «зону племен», где по легенде готовил «антианглийское восстание и создавал подполье».

Резидент Абвера Расмус высоко оценивал работу Рахмат-хана и говорил:

Берлин очень доволен вами, дорогой друг. Ваша работа получила самые лестные отзывы. Сам фюрер знает о вас…" В феврале 1942 года во время встречи в Кабуле Расмус был в приподнятом настроении и торжественно заявил «Рому»: "Поздравляю. Вы награждены высоким орденом Третьего рейха. И я, благодаря вам, награждён таким же. Но прежде всего позвольте огласить телеграмму фюрера, адресованную вам лично. Видите, фюрер благодарит вас за хорошую работу. А теперь вручаю вам орден по его поручению— Расмус, резидент Абвера
Футляр с орденом и удостоверение к нему, Рахмат-хан у немецкого резидента.

Учитывая потенциал Рахмат-хана, его возможности в Афганистане и в зоне пуштунских племён, «Центр в Москве» очертил круг его будущих задач. Решать их предстояло совместно с Советской резидентурой.

Рахим-хан в рамках своей деятельности резидента Абвера в Афганистане, должен был вскрыть все германские связи и проникнуть в деятельность Абвера «из Афганистана на Советский Союз», а также «на Индию».

— Важно отметить, Рахим-хану это удалось: фактически вся деятельность Абвера в регионе попала под контроль Москвы. Он поставлял сведения о подлинных фактах усилий Абвера в Афганистане и поступающих из Берлина указаний. Благодаря деятельности Рахим-хана был выявлен полный состав резидентуры Абвера в Кабуле, эфир берлинских радиостанций на Афганистан и Индию оказался под постоянным просушиванием Москвы. Информация поставляемая «Ромом-Рахим-ханом», «тут же ложилась на стол Сталину, Молотову и Берии».

Уровень доверия к Рахим-хану был настолько высок, что Абвер разрешил ему контактировать и с японской разведкой.

— В сентябре 1943 года, на встрече у себя дома, Расмус познакомил Рахим-хана с японским военным атташе Инуи. Так Рахим-хан стал «тройным» агентом. Москва одобрила контакт с японцами, которые хотели благодаря сведениям Рахим-хана планировали оценить гарантии безопасности своих диверсионных групп в пунктах высадки с подводных лодок на побережье Индийского океана. Итогами работы Рахим-хана стало то, что японские группы были нейтрализованы.

— На определённом этапе Начальник внешней разведки П. М. Фитин вышел предложением к Наркому госбезопасности СССР В. Н. Меркулову перевербовать Расмуса. По мнению Москвы в Берлине, руководство резидентуры в Кабуле за провал ждала суровая кара. На встрече с Расмусом, советскими разведчиками были показаны все проколы его резидентуры.

Обдумайте все это — На основании того, что вы увидели и услышали, мы предлагаем вам единственный выход. Сотрудничайте с нами. Взамен мы гарантируем нашу искреннюю дружбу и почетное место в послевоенной Германии— Полковник 
Расмус попросил об отсрочке ответа на два дня, получив их, бежал за пределы Кабула. В дальнейшем его никто не видел — живым или мёртвым. Поскольку путь в Германию лежал через Индию, не исключено, что он был перехвачен английской разведкой или скрылся в Латинской Америке вместе тысячами беглых фашистских преступников.

— В 1943 году все резиденты Абвера в Кабуле были выдворены из страны. После бегства резидента Расмуса, за главного в «Центре» остался шифровальщик Цугенбюллер, однако он был не способен вывести на должный уровень деятельность агентурной службы, и она была завершена.

Это стало завершением противостояния Советской внешней разведки с «Мародерами» из Абвера и разведками стран «оси» в Афганистане. Таким образом была сорвана попытка использования территории Афганистана в качестве плацдарма для нападения на Советский Союз и Индию.

## «Мародёры» в среде басмачества
В Советскую резидентуру поступала важная информация от агентов в среде среднеазиатской эмиграции и басмаческих формирований. Оттуда Абвер набирал состав диверсионных групп для заброски в Советский Союз. Данные сведения использовались для упреждения подрывных акций на территории Советских республик Средней Азии.

— Курширмат (узбек по национальности) с псевдонимом «Ханза», выполнял обязанности резидента Абвера в северных районах Афганистана, значительно расширив и укрепив агентурную сеть в приграничных с Советским союзом провинциях. Созданная Абвером на севере Афганистана агентурная сеть называлась «Унион».

Одной из поставленных перед Ханзой задач было обеспечение выхода Вермахта на территорию Советских Среднеазиатских республик после вторжения в Афганистан. «Ханза» близко контактировал с бывшим бухарским Эмиром Сеидом Алим-ханом и ставил цель возвращение эмира на утерянный трон в Бухаре.

— «Ханза» координировал деятельность руководителей агентурных групп в городах Кундуз, Андхой, Мазари Шериф, Меймене и других городов и населённых пунктах. Он устанавливал и укреплял контакты с курбаши басмаческих формирований, а также за границей — в Турции и даже в Токио.

## В творчестве
- Ильяс Дауди. Повесть «Цугцванг обер-лейтенанта Бруно Тевса» военно-исторического романа-трилогии «В Круге Кундузском» с.514—515. — Москва: ДеЛибри, 2021. — 566 с. — ISBN 978-5-4491-0575-2.

В историческом экскурсе сюжета рассказывается о «Мародёрах Абвера» резидентуры в Кабуле, обер-лейтенантах — Курте Расмусе и Дитрихе Витцеле, курировавших руководителя проекта 
«УНИОН—ФААЛ» — лидера басмачества Махмуд-бека (Курширмата).